# Sara Montiel
Sara Montiel, pseudonimo di Maria Antonia Alejandra Vicenta Elpidia Isidora Abad Fernandez (Campo de Criptana, 10 marzo 1928 – Madrid, 8 aprile 2013), è stata un'attrice e cantante spagnola.
Interprete di una delle pellicole di maggior incasso in Spagna, El último cuplé (1957), che le permise di diventare l'attrice più pagata del momento, è stata la prima attrice spagnola a lavorare a Hollywood. 

## Biografia
Figlia di contadini, nacque in un paesino di campagna. A causa della guerra civile spagnola si trasferì con la famiglia a Orihuela, nei pressi di Alicante. Grazie agli studi di canto presso la scuola religiosa, venne chiamata a cantare la "saeta" durante la settimana santa e in seguito fu invitata a partecipare a un concorso di voci giovani che si sarebbe tenuto a Madrid e vinse il primo premio, un contratto con la Cifesa, la principale casa di produzione cinematografica spagnola. Notata dal produttore Vicente Casanova, dopo un primo film nel quale ebbe una piccola parte, interpretò come protagonista Empezó en boda (1944) accanto all'attore Fernando Fernán Gómez, usando per la prima volta il suo nome d'arte. In questi primi film poté anche dare sfoggio delle sue doti di cantante.
Il suo primo ruolo importante però arrivò nel 1948 con Giovanna la pazza di Juan de Orduña, dramma storico incentrato sulla figura di Giovanna di Castiglia, cui seguirono altri film coronati da un grande successo di pubblico. In questi stessi anni visse una intensa storia d'amore con Miguel Mihura, giornalista e scrittore molto più anziano di lei, che le fece conoscere i grandi della letteratura e del pensiero, anche se non volle mai sposarsi per lasciarle la sua libertà.
Giudicando ripetitivi i ruoli che le venivano offerti dal cinema spagnolo, decise di accettare una proposta di lavoro proveniente dal Messico, paese che grazie ad attrici come Dolores del Río e María Félix stava vivendo quello che sarebbe stato chiamato il "periodo d'oro". Durante la sua permanenza in terra messicana girò 14 pellicole e conobbe grandi intellettuali messicani, ma anche artisti di lingua spagnola esiliati in quel paese, come Frida Kahlo e Pablo Neruda. Con il film Piel canela (1953) - nel quale cantava - attirò l'attenzione di Hollywood, i cui produttori erano alla ricerca di una nuova stella ispanica sulla scia di Rita Hayworth.
Il primo a proporle un ruolo fu l'attore Burt Lancaster, produttore di Vera Cruz (1954), che la convinse ad accettare, nonostante la pronuncia dell'attrice non fosse delle migliori. Nel film il suo ruolo era meno importante dell'altra protagonista Denise Darcel, ma ottenne un successo personale tanto inaspettato quanto notevole, diventando subito l'artista spagnola più popolare negli Stati Uniti. Il boss della Columbia Pictures Harry Cohn le propose un contratto in esclusiva di sette anni, che la Montiel rifiutò per essere libera di scegliere i ruoli che più le interessavano e soprattutto di ritornare in Spagna in qualsiasi momento.
A Hollywood incontrò numerose personalità con le quali strinse amicizia, come Ernest Hemingway e Marlon Brando, ma ebbe ottimi rapporti anche con le attrici Sophia Loren ed Elizabeth Taylor. Nel secondo film americano conobbe quello che sarebbe diventato il suo primo marito, il regista Anthony Mann. Una sua foto con James Dean fu utilizzata da tutti giornali per dare l'annuncio della morte dell'attore, in quanto fu l'ultima foto che lo ritrasse vivo; in un ristorante di New York fece una scenata perché non volevano fare entrare la cantante Billie Holiday che l'accompagnava.
Il 1957 fu un anno fondamentale per l'attrice: si sposò con il regista Anthony Mann, prima con la clausola in articulo mortis, su consiglio della figlia di lui, dopo che un attacco cardiaco lo aveva ridotto in fin di vita, e poi con una cerimonia civile. Nello stesso anno, durante una vacanza nel suo paese natale, le venne proposta una pellicola a basso budget che lei accettò quasi controvoglia solo per fare un piacere al suo vecchio amico Juan de Orduña, regista dei suoi esordi. Il film, intitolato El último cuplé (1957), era ritenuto modesto da tutte le persone che vi erano coinvolte, ma divenne il titolo di maggior incasso nella storia spagnola e tale rimase per decenni.
I produttori spagnoli ed europei iniziarono a offrirle contratti vantaggiosi e l'attrice diede l'addio a Hollywood per iniziare una nuova carriera in produzioni spagnole (spesso in coproduzione con Francia e Italia), che la videro recitare con grandi attori come Raf Vallone in La bella fioraia di Madrid (1958) e Maurice Ronet in Duello implacabile (1959). Grazie a questi titoli divenne l'attrice di lingua spagnola meglio pagata del decennio. Il successo di queste pellicole non era dovuto solo alla sua particolare maniera di cantare, quasi sussurrando, ma anche per le situazioni e gli abiti che attiravano l'attenzione della censura.
Nel 1963 divorziò da Anthony Mann e si sposò con un industriale spagnolo, José Vicente Ramírez Olalla. Il matrimonio durò pochi mesi perché il marito voleva che lei smettesse di recitare. Negli anni settanta decise di lasciare il cinema dove, secondo lei, c'erano troppi nudi inutili per dedicarsi alla canzone partecipando a spettacoli televisivi e organizzando tournée teatrali che ottennero sempre grande successo. Nel 1988 pubblicò l'album Purísimo, registrato a Londra con la partecipazione di Montserrat Caballé, diva dell'opera, album che registrò grandi vendite (platino in Spagna) e vinse un premio a New York.
Iniziò una lunga relazione con l'attore Giancarlo Viola, che proseguì negli anni tra rotture e riappacificazioni, poi conobbe e sposò l'impresario e giornalista José Tous Barberán (Pepe Tous) che considerò il vero amore della sua vita e con il quale adottò i suoi due figli Thais e Zeus. Il matrimonio finì nel 1992 quando l'uomo morì di cancro. Un ultimo matrimonio si celebrò nel 2002 con un fan cubano molto più giovane di lei, unione che l'attrice definì poi "il suo più grande errore". Negli ultimi anni rifiutò numerose offerte per tornare al cinema ma un altro artista manchego, Pedro Almodóvar, la omaggiò affettuosamente nel film La mala educación (2004), in cui il protagonista Gael García Bernal canta la canzone Quizás, quizás, quizás, imitando l'interpretazione della Montiel nel film Spionaggio a Casablanca (1963). L'attrice morì all'età di 85 anni.
Durante una piccola tournée americana nel 2012 attirò l'attenzione di diversi giornalisti come Mario Vargas Llosa ma anche di Michael Bloomberg, sindaco di New York.

## Filmografia

### Attrice

#### Cinema
- Te quiero para mí, regia di Ladislao Vajda (1944)
- Empezó en boda, regia di Raffaello Matarazzo (1944)
- Bambú, regia di José Luis Sáenz de Heredia (1945)
- Se le fue el novio, regia di Julio Salvador (1945)
- El misterioso viajero del Clipper, regia di Gonzalo Delgrás (1945)
- Por el gran premio, regia di Pierre Caron (1947)
- Mariona Rebull, regia di José Luis Sáenz de Heredia (1947)
- Don Chisciotte della Mancia (Don Quijote de la Mancha), regia di Rafael Gil (1947)
- Alhucemas, regia di José López Rubio (1948)
- Confidencia, regia di Jerónimo Mihura (1948)
- Giovanna la pazza (Locura de amor), regia di Juan de Orduña (1948)
- Eroi senza gloria (La mies es mucha), regia di José Luis Sáenz de Heredia (1949)
- Vidas confusas, regia di Jerónimo Mihura (1949)
- Figli traditi (Pequeñeces...), regia di Juan de Orduña (1950)
- Necesito dinero, regia di Miguel Zacarías (1951)
- Carcere di donne (Cárcel de mujeres), regia di Miguel Delgado (1951)
- Furia rossa (Furia roja), regia di Steve Sekely e Víctor Urruchúa (1951)
- El capitán Veneno, regia di Luis Marquina (1951)
- Ahí viene Martín Corona, regia di Miguel Zacarías (1952)
- El enamorado, regia di Miguel Zacarías (1952)
- Ella, Lucifer y yo, regia di Miguel Morayta (1953)
- Aquel hombre de Tánger, regia di Luis María Delgado e Robert Elwyn (1953)
- Piel canela, regia di Juan José Ortega (1953)
- Yo soy gallo dondequiera!.., regia di Roberto Rodríguez (1953)
- Por qué ya no me quieres, regia di Chano Urueta (1954)
- Se solicitan modelos, regia di Chano Urueta (1954)
- Vera Cruz, regia di Robert Aldrich (1954)
- Frente al pecado de ayer, regia di Juan José Ortega (1955)
- Yo no creo en los hombres, regia di Juan José Ortega (1955)
- Serenata (Serenade), regia di Anthony Mann (1956)
- Donde el círculo termina, regia di Alfredo B. Crevenna (1956)
- Valencia (El último cuplé), regia di Juan de Orduña (1957)
- La tortura della freccia (Run of the Arrow), regia di Samuel Fuller (1957)
- La violetera, regia di Luis César Amadori (1958)
- Duello implacabile (Carmen la de Ronda), regia di Tulio Demicheli (1959)
- L'ultimo tango (Mi último tango), regia di Luis César Amadori (1960)
- Il mio amore è scritto nel vento (Pecado de amor), regia di Luis César Amadori (1961)
- Quel nostro impossibile amore (La bella Lola), regia di Alfonso Balcázar (1962)
- La dea del peccato (La reina del Chantecler), regia di Rafael Gil (1962)
- Spionaggio a Casablanca (Noches de Casablanca), regia di Henri Decoin (1963)
- Dossier 107, mitra e diamanti (Samba), regia di Rafael Gil (1965)
- La dama de Beirut, regia di Ladislao Vajda (1965)
- Quel nostro grande amore (La mujer perdida), regia di Tulio Demicheli (1966)
- Tuset Street, regia di Jorge Grau e Luis Marquina (1968)
- Soledad - Chi può condannarla? (Esa mujer), regia di Mario Camus (1969)
- La casa de los Martínez, regia di Agustín Navarro (1971)
- Varietés, regia di Juan Antonio Bardem (1971)
- Cinco almohadas para una noche, regia di Pedro Lazaga (1974)
- Abrázame, regia di Óscar Parra de Carrizosa (2011)

#### Televisione
- Mare i fill, societat limitada - serie TV, 1 episodio (1980)
- Sara y punto - serie TV, 7 episodi (1990)
- Kety no para - serie TV, episodio 1x05 (1997)

### Produttrice
- Tuset Street, regia di Jorge Grau e Luis Marquina (1968)
- Soledad - Chi può condannarla? (Esa mujer), regia di Mario Camus (1969)
- Yo antes era bella, regia di Alberto Rivas - cortometraggio (2009)

## Programmi televisivi (parziale)
- 1998 MTV Movie Awards, regia di Bruce Gowers, Joel Gallen e Bruce Leddy - speciale TV (1998) - produttrice

## Riconoscimenti
- Almeria Western Film Festival
  - 2012 - Premio onorario
- Fotogrammi d'argento
  - 1972 - Candidatura alla miglior attrice spagnola per Varietés
- Golden Eagle
  - 1994
- Huelva Latin America Film Festival
  - 2000 - Premio Città di Huelva
- L'Alfàs del Pi Film Festival
  - 2008 - Premio alla carriera
- Medallas del Círculo de Escritores Cinematográficos
  - 1958 - Miglior attrice per Valencia
  - 1959 - Miglior attrice per La violetera
  - 2000 - Premio alla carriera
- Sindicato Nacional del Espectáculo
  - 1958 - Miglior attrice per La violetera
- Paseo de la Fama de Madrid
  - 2011

## Doppiatrici italiane
Nelle versioni in italiano delle opere in cui ha recitato, Sara Montiel è stata doppiata da:
- Rosetta Calavetta in Vera Cruz, Quel nostro impossibile amore
- Micaela Giustiniani in Serenata
- Dhia Cristiani in La tortura della freccia